# Caribbean Blue
«Caribbean Blue» es una canción de la cantante irlandesa Enya, originalmente publicado como el segundo tema en su álbum Shepherd Moons de 1991. «Caribbean Blue» llegó al puesto 13 en la lista UK Singles Chart. El videoclip de la canción presenta características imágenes basadas en las destacadas pinturas del artista Maxfield Parrish.
En 2025 la canción musicaliza el final de la primera temporada de la serie animada Common Side Effects.

## Lista de temas
- 'Edición Regular'

| N.º | Tema             | Duración |
| --- | ---------------- | -------- |
| 1.  | "Caribbean Blue" | 3:58     |
| 2.  | "Orinoco Flow"   | 4:25     |
| 3.  | "Angeles"        | 3:57     |

- 'Edición Especial Limitada'

| N.º | Tema             | Duración |
| --- | ---------------- | -------- |
| 1.  | "Caribbean Blue" | 3:40     |
| 2.  | "Orinoco Flow"   | 3:46     |
| 3.  | "As Baile"       | 4:04     |
| 4.  | "Oriel Window"   | 2:22     |

- 'Edición Promocional Preliminar'

| N.º | Tema                           | Duración |
| --- | ------------------------------ | -------- |
| 1.  | "Caribbean Blue"               | 3:58     |
| 2.  | "How Can I Keep From Singing?" | 4:25     |
| 3.  | "Shepherd Moons"               | 3:40     |